# Foix Margit breton hercegné
Foix Margit (1458. után – Nantes, 1486. május 15.), bretonul: Marc'harid Foix, franciául: Marguerite de Foix, occitánul: Margarida de Fois, spanyolul: Margarita de Foix, infanta de Navarra, baszkul: Margarita Foixkoa, Nafarroako infanta, navarrai királyi hercegnő (infánsnő) és foix-i grófnő, házassága révén Bretagne hercegnéje volt. Bretagne-i Anna anyja és Candale-i Anna magyar királyné anyai nagynénje.

## Élete

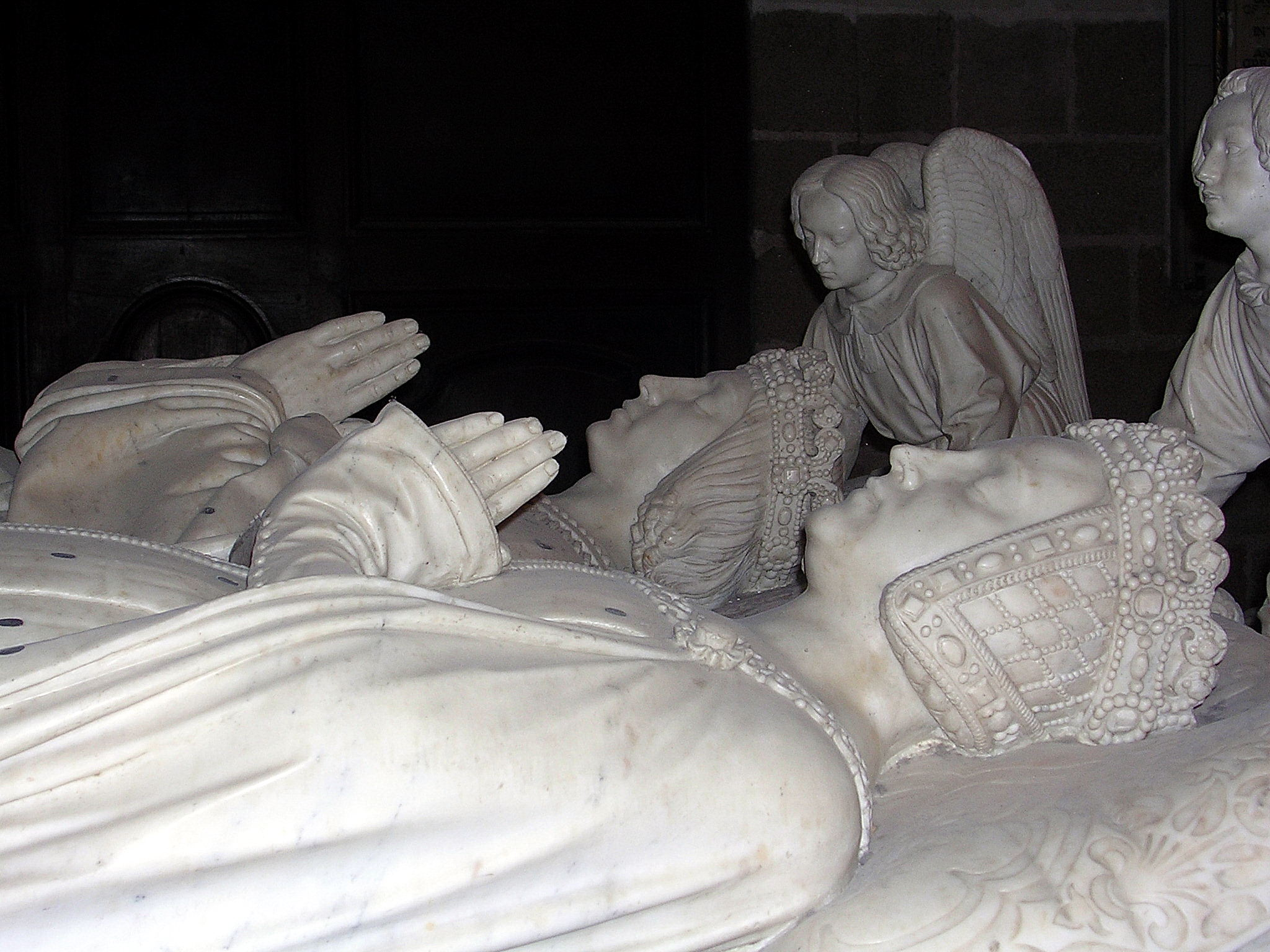
Foix Margit és férje, II. Ferenc síremléke

Édesapja IV. Gaston (1423–1472), Foix grófja. Édesanyja I. Eleonóra (1426–1479) navarrai királynő, II. János aragóniai és navarrai király és I. Blanka navarrai királynő legkisebb gyermeke. Margit szülei hatodik gyermeke volt, a harmadik leány a tíz gyermek közül.
Margit 1474. június 27-én Clissonban feleségül ment II. Ferenc bretagne-i herceghez. Ő volt a herceg második felesége. Ferenc első asszonya, aki unokatestvére is volt, Bretagne-i Margit 1469-ben meghalt.
Margit 1486. május 15-én halt meg Bretagne fővárosában Nantesben. A nantesi Szent Péter és Szent Pál székesegyházban temették el. Két év múlva férje is meghalt, és idősebbik leányuk, Anna lett Bretagne hercegnője.

## Gyermekei
- II. Ferenc bretagne-i herceggel való házasságából két gyermekük született:
  - Anna (1477. január 25 – 1514. január 9.), Bretagne uralkodó hercegnője, kétszeres francia királyné, 1. férje Habsburg Miksa, formális házasság, 2. férje VIII. Károly francia király, gyermekei mind meghaltak kiskorukban, 3. férje XII. Lajos francia király, akitől két, felnőttkort megért leány született, és akiktől maradtak utódai
  - Izabella (1481 – 1490)